# Hemidactylus mabouia
Hemidactylus mabouia (Moreau de Jonnès, 1818) è un sauro della famiglia dei Gekkonidi.